# Plechanovo
Plechanovo (anche traslitterata come Plehanovo) è una cittadina della Russia europea centrale, situata nella oblast' di Tula; appartiene amministrativamente al rajon Leninskij.